# Rancho Nuevo, Jalpan de Serra
Rancho Nuevo är en ort i Mexiko.   Den ligger i kommunen Jalpan de Serra och delstaten Querétaro Arteaga, i den centrala delen av landet, 240 km norr om huvudstaden Mexico City. Rancho Nuevo ligger 900 meter över havet och antalet invånare är 124.
Terrängen runt Rancho Nuevo är lite bergig. Runt Rancho Nuevo är det ganska glesbefolkat, med 48 invånare per kvadratkilometer. Närmaste större samhälle är Tampate, 14,1 km öster om Rancho Nuevo. I omgivningarna runt Rancho Nuevo växer i huvudsak städsegrön lövskog.